# Линдеман, Владимир Карлович
Влади́мир Ка́рлович Линдеман (30 июля [11 августа] 1868, Петровско-Разумовское, Московский уезд, Московская губерния — 18 апреля 1933, Варшава) — русский патолог, профессор Киевского и Варшавского университетов.

## Биография
Родился в 1868 году в семье врача и энтомолога Карла Эдуардовича Линдемана (1844—1928), бывшего профессором Петровской сельскохозяйственной академии.
Окончил 5-ю Московскую гимназию с серебряной медалью (1888) и медицинский факультет Московского университета со степенью лекаря (1893). Был оставлен при университете для приготовления к профессорскому званию по кафедре общей патологии. В 1895 году получил степень доктора медицины, а в 1897 — был назначен приват-доцентом по кафедре общей патологии. В 1897—1898 годах стажировался за границей в лабораториях Кёнигсберга, Фрайбурга, Страсбурга и Мюнхена, а также в лаборатории Ильи Мечникова в Пастеровском институте.
В 1901 году был назначен экстраординарным, а в 1905 — ординарным профессором по кафедре общей патологии в киевском университете Святого Владимира. Благодаря усилиям Линдемана университетская патологическая лаборатория была заметно расширена. Кроме того, в 1902 году он был избран заведующим отделением экспериментальной медицины в Киевском бактериологическом институте, а в 1910—1922 годах был директором института. Стал одним из учредителей Высших женских медицинских курсов в Киеве. Состоял действительным членом Киевского клуба русских националистов.
В начале 1920-х был приглашен польскими властями в Варшаву для организации военного противогазового института. С декабря 1922 года руководил лабораторией в Институте химических исследований в Варшаве. Получил польское гражданство (1925). С 1926 года возглавлял кафедру общей патологии в Варшавском университете, а в 1931 — был назначен профессором по кафедре общей патологии в Ягеллонский университет. Умер в 1933 году от инсульта. Похоронен на Вольском православном кладбище.

## Бескровная дуэль
В 1906 году В. К. Линдеман был вынужден вызвать на дуэль профессора того же Киевского университета терапевта Василия Парменовича Образцова. Их ссора возникла из-за супруги Линдемана, Варвары Владимировны, в которую влюбился Образцов. Вызов произошёл на заседании совета университета, что исключало возможность полюбовного разрешения ссоры. В связи с тем, что Образцов не был стрелком, а Линдеман слыл хорошим охотником, результат поединка не вызывал сомнений. Сложившейся ситуацией были озадачены на только друзья и коллеги, но и генерал-губернатор, поскольку речь шла о возможном скандале — гибели крупнейшего терапевта страны. Считается, что находчивость секундантов позволила обойтись без жертв. Расстояние между стрелявшими (по правилам — не менее 15 шагов) мерил секундант Образцова — химик С. Н. Реформатский был одним из секундантов, который из-за своего роста (215 см) широко шагал, что позволило почти вдвое увеличить дистанцию. Секундант Линдемана, в свою очередь, заменил пули пыжами. В результате Варвара Владимировна ушла к Образцову и стала матерью его двоих детей.

## Труды
- «Ueber die Innervation d. Schilddrüse» и «Antitoxische Function d. Schilddrüse» («Centr. für Allg. Pathol.»), 1891.
- «О рвоте беременных», 1894.
- «Ueber die pathologische Fettbildung» («Ziegl. Beiträge»), 1898.
- «Ueber das Pulegon» («Arch. für exper. Pathologie»), 1898.
- «Die Wirkung des Pulegons auf den Stoffwechsel» («Zeit. für Biol.»), 1899.
- «Die fettige Degeneration bei Cephalopoden» («Centr. für allg. Pathol.»), 1899.
- «Sur l’action de quelques poisons renaux» («Annales de l’Instit. Pasteur»), 1900.
- «Цитолизины как причина токсических нефритов». Москва, 1901.
- «Ueber die Resorption in der Niere» («Ziegl. Beitr.»), 1904.
- Механизм мочеотделения. Киев, 1908.
- Учебник общей патологии. Т. 1: Введение в предмет. Общая нозология. Общая этиология. Киев, 1910.
- Учебник общей патологии. Т. 2: Общий патогенез. Киев, 1911.
- Краткий курс медицинской зоологии. Киев, 1912.
- Walka chemiczna w przyrodzie. Warszawa, 1924.
- Toksykologja chemicznych środków bojowych. Warszawa, 1925.
- Podstawy ratownictwa zatrutych gazami. Warszawa, 1926.
- Walka chemiczna w przyrodzie. Wyd. 2. Warszawa, 1926.
- Toksykologiczna klasyfikacja chemicznych środków bojowych. Główna Księgarnia Wojskowa, 1927.
- Iperyt. Warszawa, 1929.